# 1980 في النرويج
فيما يلي قوائم الأحداث التي وقعت خلال عام 1980 في النرويج.

## سياسة

### تعيين في المنصب
- 1 يناير – أريلد لوند mayor of Tjølling ‏.
- 1 يناير – كارل إي. وانغ county mayor of Østfold ‏.
- 3 أكتوبر – هارييت أندرياسن Minister of Local Government and Regional Development [الإنجليزية]‏.

## رياضة
- 1 يناير – الدوري النرويجي الممتاز 1980 الفائز نادي ستارت.
- 1 يناير – دوري كرة القدم النرويجي الدرجة الأولى 1980 الفائز Hamarkameratene [الإنجليزية]‏.
- 1 يناير – كأس النرويج 1980 الفائز نادي فوليرينغا.

## مواليد

### يناير
- 21 يناير – الكسندر أوسوريو لاعب بياثلون نرويجي.
- 29 يناير – كنوت بورش لاعب كرة قدم نرويجي.

### فبراير
- 12 فبراير – تيني روستاد ألبيرتسين لاعبة كرة يد نرويجية.

### مارس
- 2 مارس – إنغريد بولسو بردال ممثلة نرويجية.
- 21 مارس – ماريت بيورغن متزحلقة نرويجية.
- 26 مارس – ماريان أندرسن منافِسة أوليمبية نرويجية.
- 30 مارس – كاترين لوندي لاعبة كرة يد نرويجية.
- 30 مارس – كريستين لوند بورجيرسين لاعبة كرة يد نرويجية.

### أبريل
- 5 أبريل – غلين أندرسن لاعب كرة قدم نرويجي.
- 10 أبريل – غرو هاميرسينج إدين لاعبة كرة يد نرويجية.
- 12 أبريل – إسبن هارالد بيرك متزحلق نرويجي.
- 20 أبريل – فيبيكي سكوفتيرود متزحلقة نرويجية.
- 27 أبريل – تريسي بيدرسن لاعبة كرة يد نرويجية.

### مايو
- 10 مايو – إسبن بوغ بيترسن لاعب كرة قدم نرويجي.
- 10 مايو – كارولين دير بريفانج لاعبة كرة يد نرويجية.
- 20 مايو – أجنيس كيتلسن ممثلة نرويجية.
- 22 مايو – روبرت غونارسون لاعب كرة يد آيسلندي.

### يوليو
- 4 يوليو – توماس برجرسن

### أغسطس
- 17 أغسطس – نيلس سميث كاتب نرويجي.

### سبتمبر
- 8 سبتمبر – كريستيان كيلينغ لاعب كرة يد نرويجي.
- 9 سبتمبر – رانهيلد آموت لاعبة كرة يد نرويجية.
- 24 سبتمبر – يون آرنه ريسه لاعب كرة قدم نرويجي.

### نوفمبر
- 6 نوفمبر – بال سفير هاجن ممثل نرويجي.
- 7 نوفمبر – تور ساجين
- 28 نوفمبر – كيم أندريه أرنسن ملحن نرويجي.

### ديسمبر
- 9 ديسمبر – أنطون إغر
- 28 ديسمبر – أندرياس أموندسين موسيقي نرويجي.

## وفيات

### يناير
- 4 يناير – أكسل هنري هانسن (مواليد 1887) لاعب جمباز فني نرويجي.

### أبريل
- 9 أبريل – فين هالس (مواليد 1910)
- 26 أبريل – كار لارسن (مواليد 1914) مصارع هاوي نرويجي.

### مايو
- 29 مايو – رولف هانسن (مواليد 1906) منافِس أوليمبي نرويجي.

### أغسطس
- 15 أغسطس – هانس بيرغ (مواليد 1902) سياسي نرويجي.

### سبتمبر
- 27 سبتمبر – هانس هنريك هولم (مواليد 1896) كاتب نرويجي.